# Kayla Harrison
Kayla Harrison (* 2. Juli 1990 in Middletown, Ohio) ist eine US-amerikanische Judoka. Mit zwei Olympiasiegen, einem Weltmeistertitel und zwei Siegen bei Panamerikanischen Spielen ist Kayla Harrison die erfolgreichste amerikanische Judoka. (Stand 2016)

## Karriere
Kayla Harrison gewann 2003 in Dallas in der Gewichtsklasse bis 48 Kilogramm ihr erstes wichtiges Turnier. 2004 war sie US-Juniorenmeisterin in der Gewichtsklasse bis 52 Kilogramm, 2005 in der Gewichtsklasse bis 63 Kilogramm. 2006 gewann sie bei den US-Meisterschaften den Titel in der Gewichtsklasse bis 70 Kilogramm. 2007 gewann sie bei acht Turnieren, darunter die Puerto Rico Open und die US Open, im Finale der US-Meisterschaften unterlag sie in der Gewichtsklasse bis 63 Kilogramm gegen Marti Malloy. 2008 stieg die 1,73 m große Judoka ins Halbschwergewicht auf, die Gewichtsklasse bis 78 Kilogramm, in der sie seither zu den besten Judokas der Welt zählt. 2008 gewann sie die US-Meisterschaften und die U20-Weltmeisterschaften.
2009 gewann Kayla Harrison zwei US-Titel: den bis 78 Kilogramm und den in der Offenen Klasse. Bei den U20-Weltmeisterschaften 2009 unterlag sie im Finale gegen Akari Ogata aus Japan. Bei den Panamerikanischen Meisterschaften 2010 gewann Harrison die Bronzemedaille. Im weiteren Saisonverlauf gewann sie die US-Meisterschaften und die US Open sowie fünf Weltcup-Turniere. Beim wichtigsten Turnier des Jahres, den Judo-Weltmeisterschaften 2010 in Tokio gewann sie im Finale gegen die Brasilianerin Mayra Aguiar. 2011 siegte Harrison bei den Panamerikanischen Meisterschaften und bei den Panamerikanischen Spielen. Bei den Judo-Weltmeisterschaften 2011 erkämpfte sie die Bronzemedaille. 2012 gewann Harrison die Weltcup-Turniere in Budapest und in Miami. Bei den Olympischen Spielen 2012 in London besiegte sie nacheinander die Russin Wera Moskaljuk, die Ungarin Abigél Joó und Mayra Aguiar durch Ippon. Nur im Finale gegen die Britin Gemma Gibbons musste Harrison über die vollen fünf Minuten und gewann durch zwei kleine Wertungen. 2013 war ihr größter Erfolg die Bronzemedaille bei den Panamerikanischen Meisterschaften in San José.
2014 gewann Harrison die Bronzemedaille bei den Weltmeisterschaften in Tscheljabinsk. 2015 unterlag sie im Finale der Panamerikanischen Meisterschaften in Edmonton gegen Mayra Aguiar. Drei Monate später siegte sie im Finale der Panamerikanischen Spiele in Toronto gegen Aguiar. 2016 gewann Harrison unter anderem die US-Meisterschaften und die Panamerikanischen Meisterschaften. Bei den Olympischen Spielen in Rio de Janeiro siegte Harrison viermal durch Ippon, nach der Chinesin Zheuni Zhang, der Ungarin Abigél Joó und der Slowenin Anamari Velenšek gelang es auch der Französin Audrey Tcheuméo im Finale nicht, die volle Kampfdauer durchzuhalten.